# Ringamålako

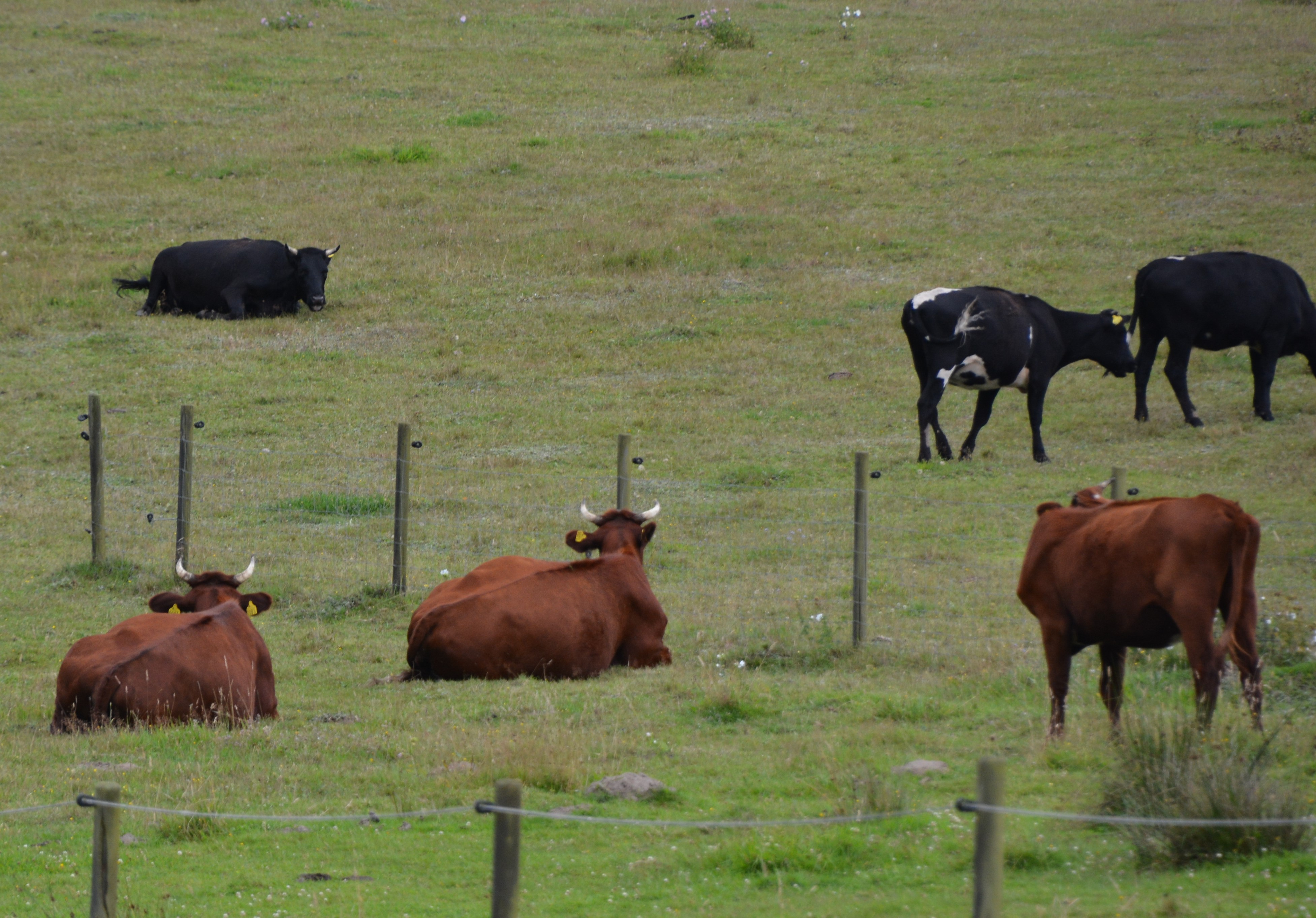
Ringamålakor och Granemålakor på Kulturens Östarp

Ringamålako är en svensk koras som huvudsakligen härstammar från en liten besättning i Ringamåla i Blekinge, upptäckt och identifierad 1991. Tillsammans med bohuskulla och väneko definieras rasen som lantras.
Besättningen var fram till 1990-talet inte korsad med moderna koraser. Ringamålakon är därmed definierad som en svensk lantras. Det har hittas flera linjer av ringamålakor. Två av dessa linjer är rögnarödsko och granemålako. I januari 2008 fanns det 123 ringamålakor registrerade. Djuren är små till växten och väger 400–450 kilogram. Färgen är rödbrun med inslag av vitt. Rasen är behornad.